# Hospital Universitario Insular de Gran Canaria

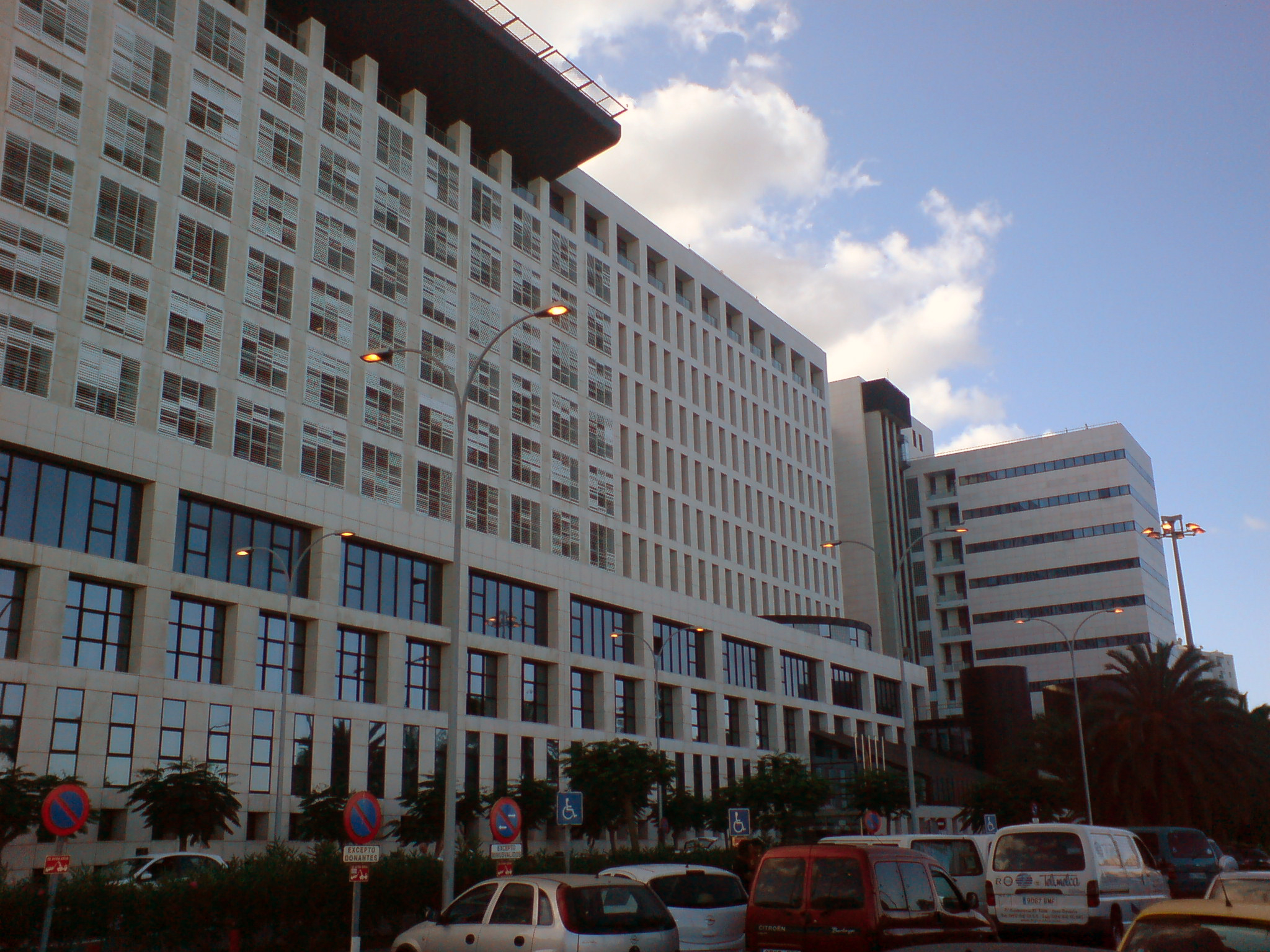
Hospital Universitario Insular de Gran Canaria.

Hospital Universitario Insular de Gran Canaria är ett universitetssjukhus som ligger i Gran Canaria (Kanarieöarna, Spanien). Det invigdes 1971 och ligger i södra delen av Las Palmas de Gran Canaria med utsikt över havet. Sjukhuset betjänar invånarna i östra och södra kommunerna på Gran Canaria (Telde, Valsequillo, Ingenio, Agüimes, Santa Lucía de Tirajana, San Bartolomé de Tirajana och Mogán) och södra delen av Las Palmas de Gran Canaria, det är även referenssjukhus till Fuerteventura och anses vara remissjukhus för Kanarieöarna inom vissa specialiteter.